# راسيل براون (صحفي)
راسيل براون (بالإنجليزية: Russell Brown)‏ هو صحفي نيوزلندي، ولد في 1962 في لور هوت في نيوزيلندا.